# Parwin Hadinia
Parwin Hadinia (* 1965 in Basel) ist eine schweizerisch-iranische Tänzerin und Choreografin. Ihre Mutter ist Schweizerin, ihr Vater stammt aus dem Iran.
Nach ihrer Schulausbildung am Musikgymnasium in Münchenstein besucht Hadinia diverse Tanzschulen im Ausland, u. a. in New York (bei Martha Graham, Ruth Currier und Milton Meyers) und in London an der London Contemporary Dance School. Ab 1984 lehrte sie fünf Jahre am Staatstheater von Ankara als Tanzlehrerin, was von weiteren Engagements als Tänzerin in Prag und in Teheran gefolgt wurde. Hadinia wirkte in diversen Fernsehproduktionen von SF DRS und in der Türkei sowie in der 700-Jahr-Feier der Schweizerischen Eidgenossenschaft als Tänzerin.
1996 gründete sie ihre eigene Tanzkompanie, die Parwin Hadinia Dance Company, mit welcher sie seither Auftritte und Engagements in der Schweiz, der Türkei, in Tschechien und im Iran hat. 2002 trat Hadinia am Staatstheater Teheran sowie am Theater Basel an der Seite der Knabenkantorei Basel auf. Sie spricht fließend Deutsch, Englisch, Persisch und Türkisch.
| Personendaten    | Personendaten                                     |
| ---------------- | ------------------------------------------------- |
| NAME             | Hadinia, Parwin                                   |
| KURZBESCHREIBUNG | schweizerisch-iranische Tänzerin und Choreografin |
| GEBURTSDATUM     | 1965                                              |
| GEBURTSORT       | Basel                                             |